# フラースト・ウ・プルズニェ - ラドニツェ線
エイポヴィツェ - ラドニツェ線（チェコ語: Železniční trať Ejpovice – Radnice）は、チェコ鉄道の鉄道線の名称である。路線番号は176。
エイポヴィツェ - ストゥプノ間は、1862年から1863年にかけてチェコ西部鉄道によって開業した。残りのストゥプノ - ラドニツェ間は、1893年に同じくチェコ西部鉄道によって開業した。かつて、エイポヴィツェ - フラースト間は170号線の一部で、176号線との接続駅はフラーストであったが、2018年末に170号線のルートが変更され、エイポヴィツェ - フラースト間が176号線に編入された。

## 運行形態
- ベズドルジツェ - プルゼニ - ラドニツェ
全て各駅停車。2時間に1本の運行。全列車が170号線のプルゼニまで直通し、ほとんどが177号線のベズドルジツェに直通する。ディーシナ・ホロミスリツェは、平日の一日4往復、休日の一日2.5往復のみが停車する。
過去の運行形態
2016年以前は、大部分がフラースト以北のみの運行で、フラーストで170号線のプルゼニ方面普通と接続していた。また休日は4時間間隔の空く時間帯もあった。全て各駅停車であった。
2016年末に、休日の列車の大部分プルゼニまで延伸された。
2017年末に現在の本数となった。
2018年末より、全列車がプルゼニ発着となった。
2019年末に、平日の一日4往復を除く全列車がディーシナ・ホロミスリツェを通過する様になった。
2021年末に、休日にも一日2.5往復がディーシナ・ホロミスリツェに停車する様になった。
2024年度より、ほとんどが177号線に直通する様になった。また、ディーシナ・ホロミスリツェ停車便が一日あたり平日5往復、休日3.5往復に増加した。
2025年度より、ディーシナ・ホロミスリツェは一日あたり平日4往復、休日2.5往復となった。

## 駅一覧
以下では、チェコ国鉄176号線の駅と営業キロ、停車列車、接続路線などを一覧表で示す。なお、全て各駅停車である。
- 停車駅
  - ■印：全列車停車
  - ○印：大部分通過、一部停車
  - ｜印：全列車通過

| 路線名 | 駅名                             | 駅間営業キロ | 累計営業キロ     | 累計営業キロ       | 累計営業キロ       | Os | 接続路線 | 所在地     | 所在地       |
| ------ | -------------------------------- | ------------ | ---------------- | ------------------ | ------------------ | -- | --- | ---------- | ------------ |
| 170    | プルゼニ本駅                     | -            | プルゼニから 0.0 |                    |                    | ■  | 160号線（モスト方面） 177号線（ヘブ方面）、180号線（ミュンヘン方面） 183号線（クラトヴィ方面）、190号線（ブルノ方面） | プルゼニ州 | プルゼニ市   |
| 170    | プルゼニ・ドウブラヴカ駅         | 2.6          | 2.6              |                    |                    | ■  | | プルゼニ州 | プルゼニ市   |
| 176    | エイポヴィツェ駅                 | 7.9          | 10.5             |                    | プラハから 93.1    | ■  | 170号線（プラハ方面）                                                                                                 | プルゼニ州 | ロキツァニ郡 |
| 176    | ディーシナ・ホロミスリツェ駅     | 2.7          | 13.2             |                    | 95.8               | ○  | | プルゼニ州 | プルゼニ市   |
| 176    | ディーシナ駅(*1)                 | 1.3          | 14.5             |                    | 97.1               | ■  | | プルゼニ州 | プルゼニ市   |
| 176    | フラースト・ウ・プルズニェ駅     | 0.8          | 15.3             | フラーストから 0.0 | 97.9               | ■  | | プルゼニ州 | プルゼニ市   |
| 176    | フラースト・ウ・プルズニェ村駅   | 0.2          | 15.5             | 0.2                |                    | ■  | | プルゼニ州 | プルゼニ市   |
| 176    | フラースト・ウ・プルズニェ停留所 | 1.1          | 16.6             | 1.3                |                    | ■  | | プルゼニ州 | プルゼニ市   |
| 176    | セドレツコ駅                     | 2.5          | 19.1             | 3.8                |                    | ■  | | プルゼニ州 | ロキツァニ郡 |
| 176    | ストルジャポレ駅                 | 1.3          | 20.4             | 5.1                |                    | ■  | | プルゼニ州 | ロキツァニ郡 |
| 176    | フシェニツェ駅                   | 2.0          | 22.4             | 7.1                |                    | ■  | | プルゼニ州 | ロキツァニ郡 |
| 176    | ドルニー・ストゥプノ駅           | 0.8          | 23.2             | 7.9                |                    | ■  | | プルゼニ州 | ロキツァニ郡 |
| 176    | ストゥプノ駅                     | 1.7          | 24.9             | 9.6                | ストゥプノから 0.0 | ■  | | プルゼニ州 | ロキツァニ郡 |
| 176    | ベズヂェコフ・ウ・ラドニツ駅     | 2.1          | 27.0             |                    | 2.1                | ■  | | プルゼニ州 | ロキツァニ郡 |
| 176    | ブルジャスィ駅                   | 1.9          | 13.6             |                    | 4.0                | ■  | | プルゼニ州 | ロキツァニ郡 |
| 176    | ラドニツェ駅                     | 2.6          | 16.2             |                    | 6.6                | ■  | | プルゼニ州 | ロキツァニ郡 |

(*1):2024年度内に開業。